# アンリ4世 (海防戦艦)
|                                 | |
| 艦歴                            | |
| 発注:                           | シェルブール造船所 |
| 起工:                           | 1897年7月 |
| 進水:                           | 1899年8月23日 |
| 就役:                           | 1903年9月21日 |
| 退役:                           | |
| その後:                         | |
| 除籍:                           | 1920年 |
| 性能諸元                        | |
| 常備排水量:                     | 8,800トン |
| 全長:                           | 108.0m 99m（水線長） |
| 全幅:                           | 22.2m |
| 吃水:                           | 7.0m |
| 機関:                           | ニクローズ式石炭専焼水管缶16基 +三段式膨張式レシプロ機関3基3軸推進                                                                       |
| 最大出力:                       | 11,000hp |
| 最大速力:                       | 17.0ノット |
| 航続距離:                       | 10ノット/6,000海里 |
| 乗員:                           | 460名 |
| 兵装:                           | カネー 1893年型 27cm（40口径）単装砲2基 カネー 1893年型 14cm（45口径）単装速射砲7基 オチキス 4.7cm単装機砲12基 45cm水中魚雷発射管単装4基 |
| 装甲（ハーヴェイ・ニッケル鋼）: | 舷側：280～75mm 甲板：90mm（主甲板） 砲塔：300mm 司令塔：229mm（最厚部）                                                                 |

アンリ4世（アンリよんせい、Henri IV, アンリ・キャトル）は、20世紀初めのフランス海軍の海防戦艦。艦名はフランス王アンリ4世（Henri IV, 1553年 - 1610年）にちなんで付けられた。

## 概要
海防戦艦として建造されたが、実際出来たのは二等戦艦と呼ぶべきもので、船体が当時の主力艦の8割程度の大きさしかなかったが、外洋航行時の安定性も良く、航続性能も10ノットで6000海里と、当時としては主力艦と互角の性能を持っていた。

## 艦形について

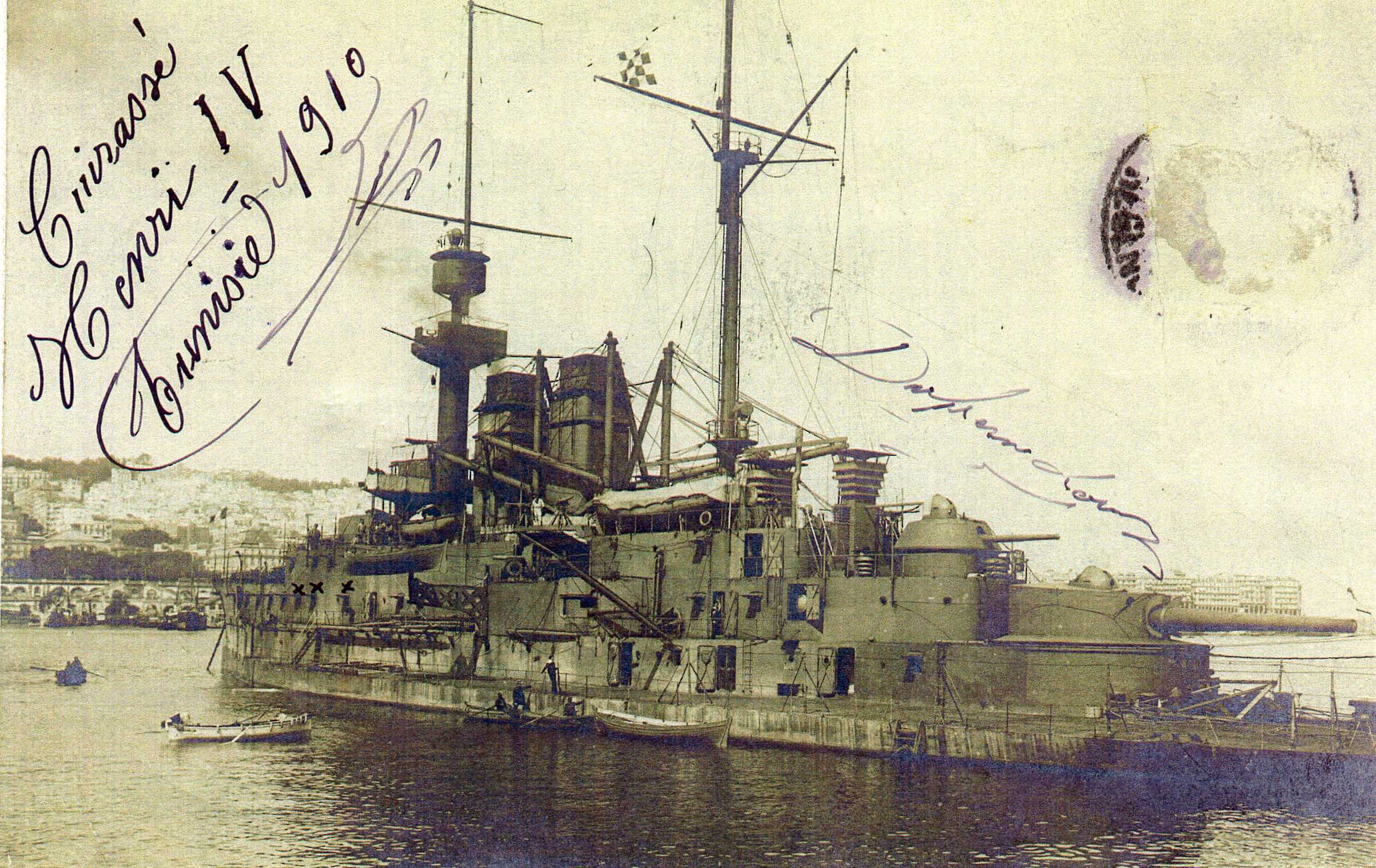
1904年に撮られた本艦

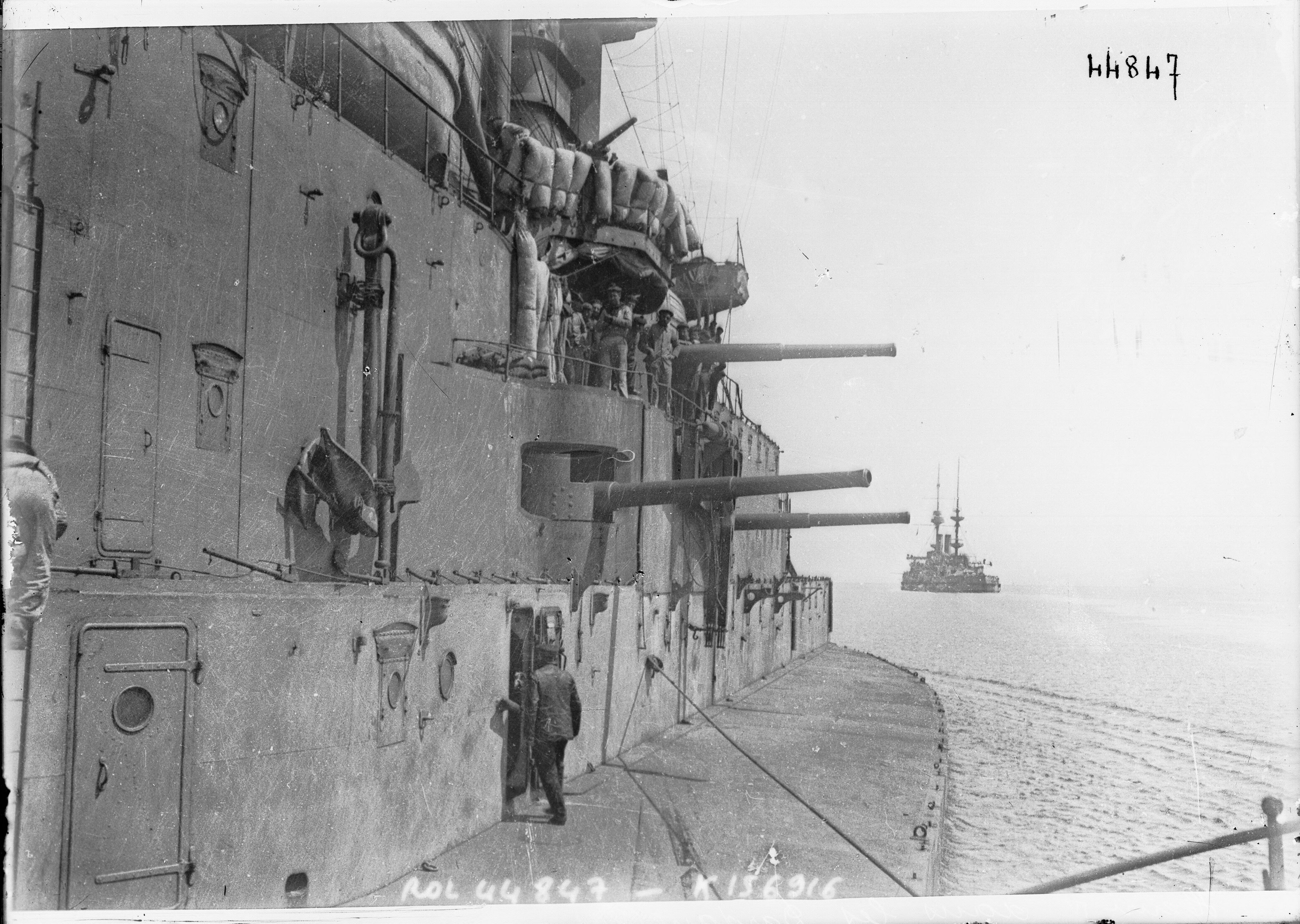
ダーダネルス海峡で右舷から撮られた本艦。

設計はエミール・ベルタンが腕を振るい、新機軸を惜しげもなく盛り込んだ本級は船としての出来もよく、見かけの奇妙さとは一転して実際の外洋航行性能は良好だった。本艦は沿岸部での行動の為に、船体の吃水を浅く取る典型的な海防戦艦の船型である。外洋航行時の凌波性を向上させるために艦首の乾舷を高くとった船首楼船体である。排水量を低く抑えるため、船体は水線部から上は極端に狭められて体積を減らし、高い艦首とは対照的に艦尾甲板は低くされていた。
高い艦首からさらに一段甲板が上がって「1896年型27cm（40口径）ライフル砲」を単装砲塔に収め1基、同甲板上に艦橋とミリタリーマスト、2本煙突の両脇には片舷1基ずつボート・クレーンが計2基配置された。船体中央部最上甲板に砲盾の付いた「1893年型14cm（45口径）速射砲」を単装砲架で1基ずつ、船首楼に舷側ケースメイト配置で2基を装備し、簡素な後部マストの背後に砲塔に収められた14cm砲が後ろ向きに1基の計7基が配置された。そこから甲板一段分下がった喫水線すれすれの後部甲板上に後部主砲塔が後ろ向きに1基配置され、疑似的な背負い式配置となっていた。

## 艦歴
シェルブールで1897年7月15日に起工、1899年8月23日に進水したが、就役したのは1903年9月であった。建造費用は1566万フランであった。
アンリ4世は第一次世界大戦では最初はビゼルトの警備艦であったが、新編されたシリア戦隊 (escadre de Syrie) 1915年2月に編入された。この部隊は、シリア、レバノン、パレスチナ、シナイ半島のトルコ軍陣地や連絡網に対する攻撃のためのものであった。1915年3月18日のダーダネルス海峡突破作戦で連合国軍が大きな損害を受けると、アンリ4世は沈没した戦艦ブーヴェや損傷した戦艦ゴーロアの代替としてダーダネルス作戦でのフランス部隊に移された。1915年4月25日のフランス軍の上陸支援でアンリ4世はダーダネルス海峡のアジア側のKum Kaleを砲撃し、同月中は火力支援を行った。この間、アンリ4世は8回被弾している。
1914年11月、アンリ4世の138.6mm砲3門が取り外され、セルビアのフランス海軍部隊に送られた。エジプトへ移された後、1918年にはタラントで母艦となり、1920年に除籍されて翌年解体された。

## 参考書籍
- 『世界の艦船 増刊第38集　フランス戦艦史』（海人社）
- Conway All The World's Fightingships 1860-1905（Conway）
- Conway All The World's Fightingships 1906–1921（Conway）